# USS Saunter (AM-295)
USS Saunter (AM-295) – trałowiec typu Admirable służący w United States Navy w czasie II wojny światowej.
Stępkę okrętu położono 23 listopada 1942 w stoczni Winslow Marine Railway and Shipbuilding Co. w Seattle. Zwodowano go 20 lutego 1943, matką chrzestną była Merle Black. Jednostka weszła do służby 22 stycznia 1944, pierwszym dowódcą został Lt. Comdr. James R. Keefer.
Brał udział w działaniach II wojny światowej. Wszedł 26 lutego 1945 na minę, ale nie zatonął. Wycofany ze służby 27 października 1945.

## Odznaczenia
„Saunter” otrzymał 3 battle star za służbę w czasie II wojny światowej.